# Hannelore Hanft
Hannelore Hanft (* 1932, verheiratete Hannelore Gießler) ist eine ehemalige deutsche Tischtennisspielerin aus den 1950er Jahren. Sie gewann bei DDR-Meisterschaften zwölf Titel.

## Erfolge
Hanft war Abwehrspielerin. 1949 gewann sie den Einzelwettbewerb bei den erstmals durchgeführten DDR-Jugendmeisterschaften. Sie spielte beim Verein BSG Einheit Ost Erfurt, mit dem sie 1953/54 und 1954/55 die DDR-Mannschaftsmeisterschaft der Damen gewann. Bei den DDR-Individualmeisterschaften gewann sie zwölf Titel, nämlich einmal im Einzel, fünfmal im Doppel und sechsmal im Mixed. Im Doppel trat sie dabei immer mit Grete Herber an. Bis 1954 durften DDR-Aktive auch an den Nationalen Deutschen Meisterschaften teilnehmen. Dies nutzten Hanft / Gerber und gewannen 1953 die deutsche Meisterschaft im Doppel. Mit der Mannschaft von Thüringen siegte Hanft 1953/54 im Deutschlandpokal.
Als bei der Weltmeisterschaft 1955 in Utrecht eine gesamtdeutsche Mannschaft antrat wurde Hanft für diese nominiert. Sie erreichte mit dem Damenteam Platz 16. Im Einzel setzte sie sich gegen Gisele Jeannotin (Frankreich) durch. Danach verlor sie gegen die Niederländerin Nel Groot. Im Doppel mit Kohn scheiterte sie in der ersten Runde an den späteren Halbfinalisten Fujie Eguchi/Kiiko Watanabe aus Japan. Das Mixed mit Heinz Schneider kam gegen Günter Hoffmann/Eva Graf (Saarland) eine Runde weiter, unterlag dann jedoch gegen Toshiaki Tanaka/Shizuka Narahara (Japan).
In der gesamtdeutschen Rangliste wurde Hanft 1954 auf Platz fünf geführt.

## Titelübersicht
- DDR-Meisterschaften
  - 1950   Mixed mit Heinz Schneider
  - 1952   Doppel mit Grete Herber, Mixed mit Wolfgang Müller
  - 1953   Doppel mit Grete Herber, Mixed mit Heinz Reimann
  - 1954   Einzel, Doppel mit Grete Herber, Mixed mit Helmut Hanschmann
  - 1955   Einzel Platz zwei, Doppel mit Grete Herber, Mixed mit Helmut Hanschmann
  - 1956   Doppel Platz zwei mit Grete Herber, Mixed mit Helmut Hanschmann
  - 1957   Doppel Platz zwei mit Grete Herber
  - 1958   Doppel mit Grete Herber
  - 1959   Doppel Platz zwei mit Grete Herber
- DDR-Mannschaftsmeisterschaften
  - 1953/54  BSG Einheit Ost Erfurt
  - 1954/55  BSG Einheit Ost Erfurt
- Nationale deutsche Meisterschaften
  - 1951  Einzel Platz drei
  - 1953  Doppel mit Grete Herber, Mixed Platz zwei mit Helmut Hanschmann
  - 1954  Doppel Platz drei mit Grete Herber, Mixed Platz zwei mit Helmut Hanschmann

## Privat
Mitte der 1950er Jahre heiratete Hanft und trat danach unter dem Namen Hannelore Gießler auf.

## Turnierergebnisse
| Verband | Veranstaltung     | Jahr | Ort     | Land | Einzel    | Doppel    | Mixed     | Team |
| ------- | ----------------- | ---- | ------- | ---- | --------- | --------- | --------- | ---- |
| GER     | Weltmeisterschaft | 1955 | Utrecht | NED  | letzte 64 | letzte 32 | letzte 32 | 16   |